# Legenda Permskiego Niedźwiedzia

Herb miasta

Legenda Permskiego Niedźwiedzia (ros. Легенда о пермском медведе) – pomnik znajdujący się w Permie, w Rosji.
Monument przedstawia spacer niedźwiedzia będącego symbolem miasta umieszczonym w jego herbie. Pierwszą wersję rzeźby odsłonięto 9 września 2006 roku w ramach Międzynarodowego Festiwalu Rzeźby Współczesnej "Season of Art", w centralnej części miasta – przy ulicy Lenina naprzeciwko Filharmonii Miejskiej i w niedalekiej odległości od siedziby parlamentu Kraju Permskiego. 
Pomnik wykonany był z kamienia syntetycznego a jego masa wynosiła około 2,5 tony. Autorem rzeźby był Władimir Pawlenko, członek Związku Artystów Rosji i International Association of Art. 
29 października 2008 r. dotychczasowa rzeźba została usunięta. 12 czerwca 2009 r. zastąpiono ją nową wersją, wykonaną z brązu. Architekt pozostał ten sam, zmieniła się natomiast lokalizacja. Nowy niedźwiedź został umiejscowiony w okolicy Hotelu Ural.